# Valledupar
Valledupar (oficialment Ciudad de los Santos Reyes del la Valle de Upar) és la capital del departament del Cessar, Colòmbia. És la capçalera del municipi homònim, el qual té una extensió de 4493 km², 443.414 habitants i al costat de la seva àrea metropolitana reuneix 662.9414 habitants. Està conformat per 25 corregimientos i 102 veredas.
Està situada al nord-est de la Costa Carib colombiana, a la vora del riu Guatapurí, a la vall del riu Cesar format per Lasierra Nevada de Santa Marta a l'Oest i la regió muntanyenca del Perijá a l'est. La ciutat és un important centre per a la producció agrícola, agroindustrial i ramadera a la regió compresa entre el nord del departament del Cessar i el sud del departament de la Guajira, al punt intermedi de les dues conques d'explotació carbonífera més grans del país: Serradell al nord i el complex miner operat per Glencor La Lloma-La Jagua al sud. També és un dels principals epicentres musicals, culturals i folklòrics de Colòmbia per ser el bressol delvallenato, gènere musical de major popularitat al país i actualment símbol de la música colombiana. Anualment atrau milers de visitants de Colòmbia i de l'exterior durant el Festival de la Llegenda Vallenata, màxim esdeveniment del vallenato.